# هیداکی اونو
هیداکی اونو (انگلیسی: Hideaki Ueno؛ زادهٔ ۳۱ مهٔ ۱۹۸۱) بازیکن فوتبال اهل ژاپن است.
از باشگاه‌هایی که در آن بازی کرده‌است می‌توان به باشگاه فوتبال سانفریس هیروشیما اشاره کرد.